# Berthold von Henneberg
Berthold von Henneberg (1442–1504)  fue arzobispo del electorado de Maguncia, príncipe elector del Sacro Imperio Romano Germánico, Archicanciller Imperial, en gran parte responsable de la reforma imperial germana ya que fue el líder de la facción reformista dentro del imperio.
Berthold von Henneberg nació en 1442  como el duodécimo hijo del conde Georg von Henneberg y su segunda esposa, Joanetta, la condesa de Weilburg-Saarbrücken.

## Biografía

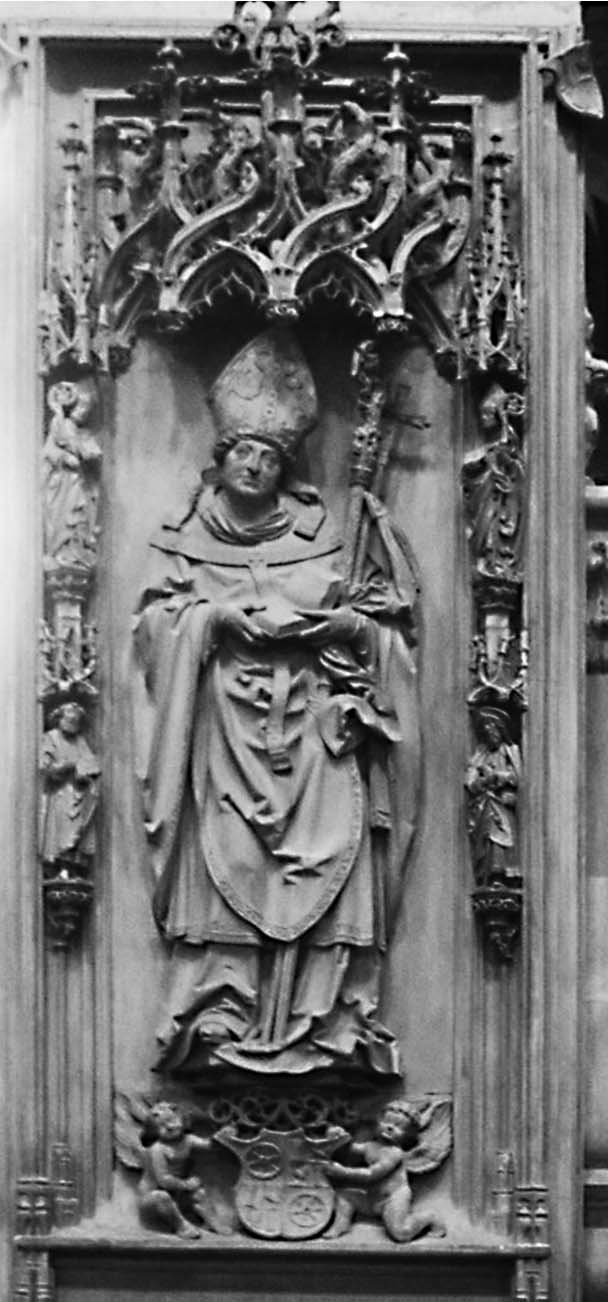

Berthold von Henneberg nació en 1442 en el Sacro Imperio Romano Germánico. 
Tras la muerte de su padre en 1465, renunció a todos los derechos de herencia sobre las posesiones de Henneberg en favor de sus hermanos mayores Friedrich y Otto.En 1474 fue nombrado decano del arzobispado de Maguncia.von Henneberg fue arzobispo y elector de Maguncia entre 1484 y 1505. El 14 de mayo de 1485 fue elegido arzobispo por el Papa Inocencio VIII.Berthold von Henneberg fue un importante estadista y en 1486 intentó una gran reforma para reorganizar del imperio.
Durante mucho tiempo adversario del rey y líder de la oposición imperial y tomó parte activa en las deliberaciones sobre la elección del hijo del Emperador.
Berthold von Henneberg murió en diciembre de 1504.